# 克里姆尔
克里姆尔是奥地利萨尔茨堡州滨湖采尔县的一个市镇。总面积169.21平方公里，总人口815人，人口密度4.8人/平方公里（2005年）。